# Edward Gramont
Edward Gramont – polski reżyser teatralny. 
Edward Gramont jest założycielem i kierownikiem artystycznym teatru alternatywnego Terminus A Quo (TAQ), działającego od 1976 w Nowej Soli. Jego teatr wykorzystuje eksperymentalne formy pracy scenicznej Jerzego Grotowskiego.

## Teatr
1. 29 października 1977	- Skowyt według poematu Allena Ginsberga, reż. E. Gramont, TAQ, Nowa Sól

(...)

115.  21 sierpnia 2021 - Bronisław Świeykowski burmistrz dni grozy, reż. E. Gramont, (TAQ), Nowa Sól

## Nagrody
- 2004 - Gdańsk - VI Ogólnopolski Festiwal Sztuk Autorskich Windowisko - nagroda za autorskie przedstawienie Usta/lenia
- 2010 - Częstochowa - V Ogólnopolski Festiwal Teatrów Ogródkowych "W Alejach" - I nagroda za przedstawienie Spokojnie (TAQ) z Nowej Soli
- 2011 - Zielona Góra - nagroda kulturalna marszałka województwa[2]

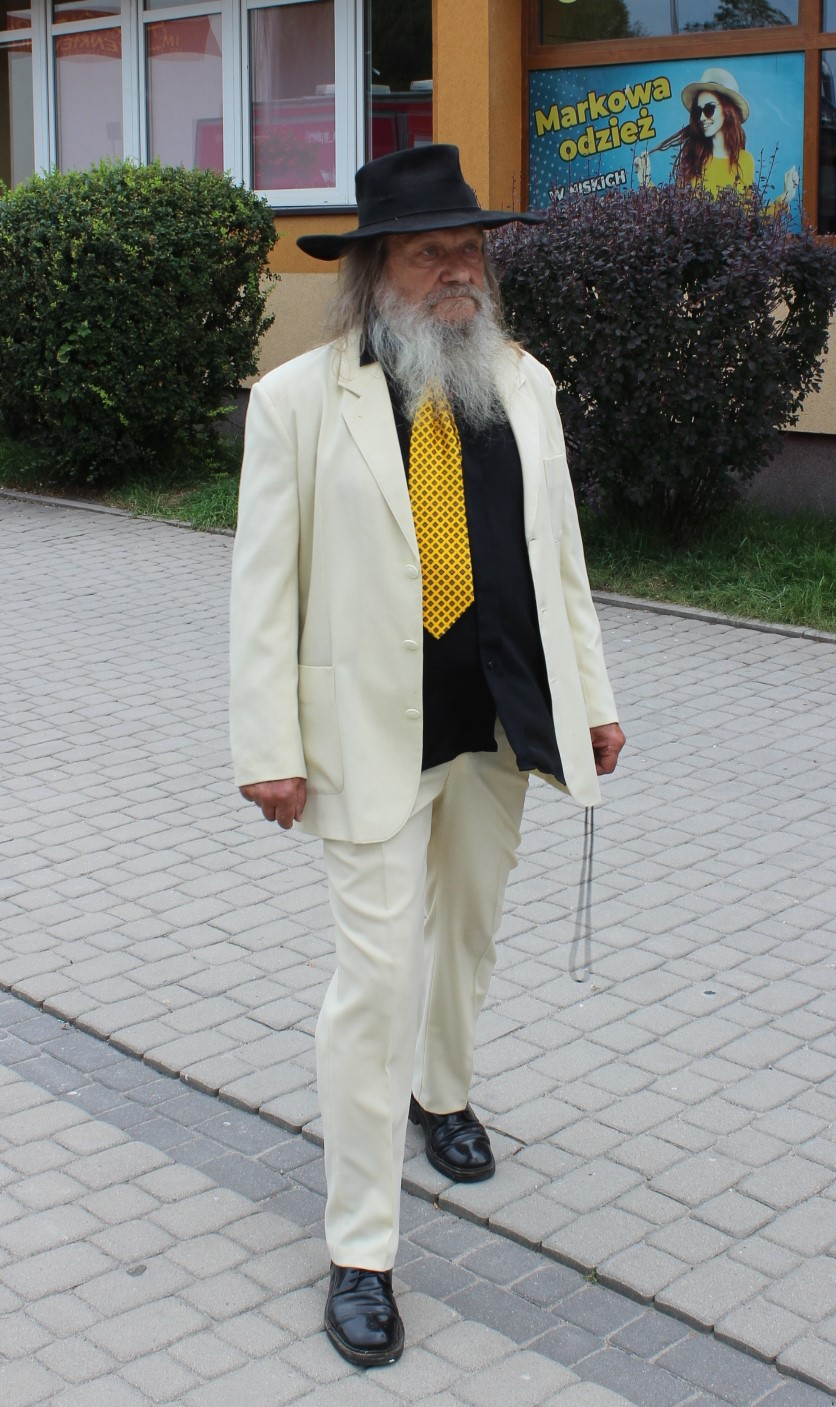
Edward Gramond
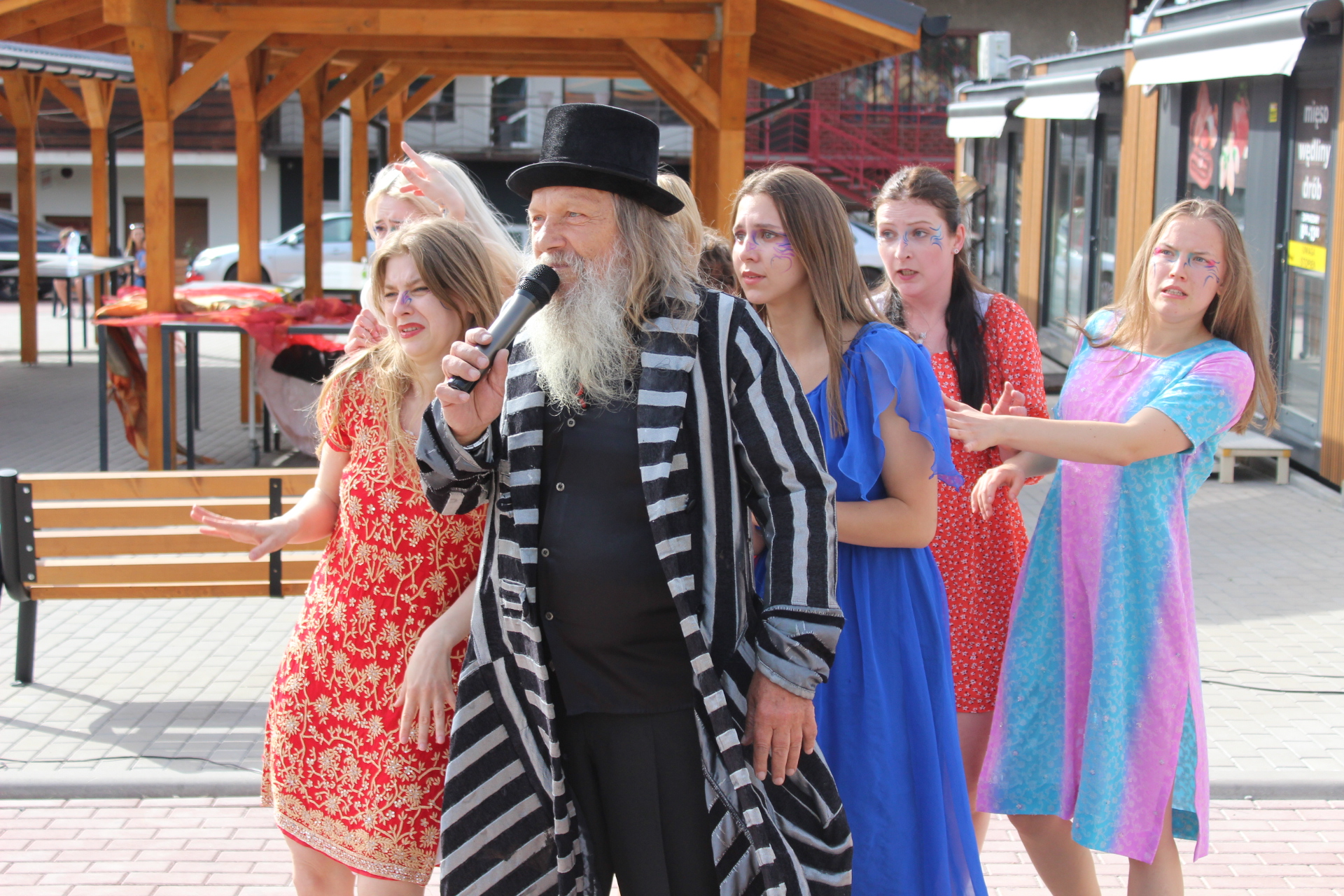
Polowanie na kaczki bar. Münchausena
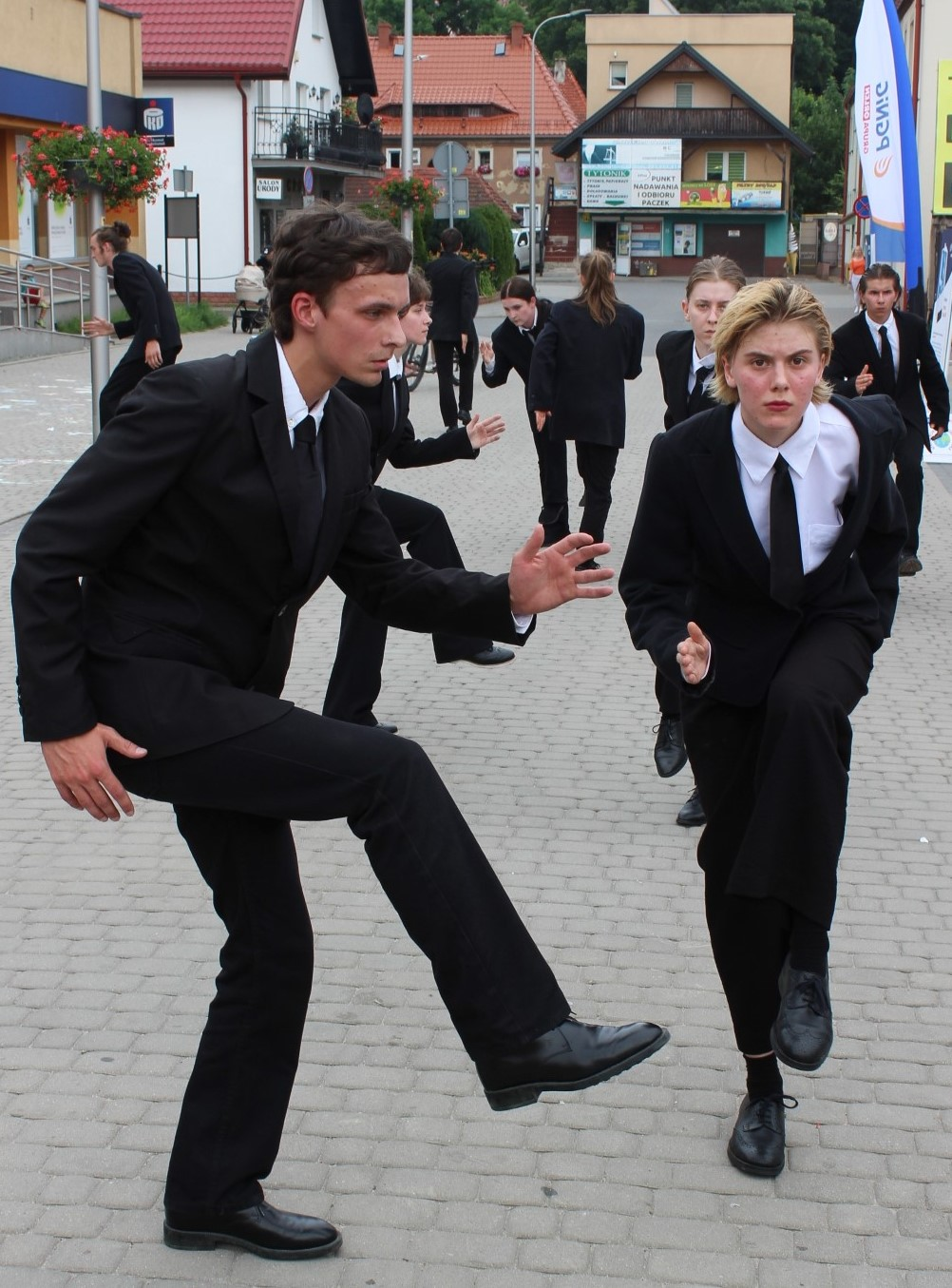
Spektakl uliczny GO!
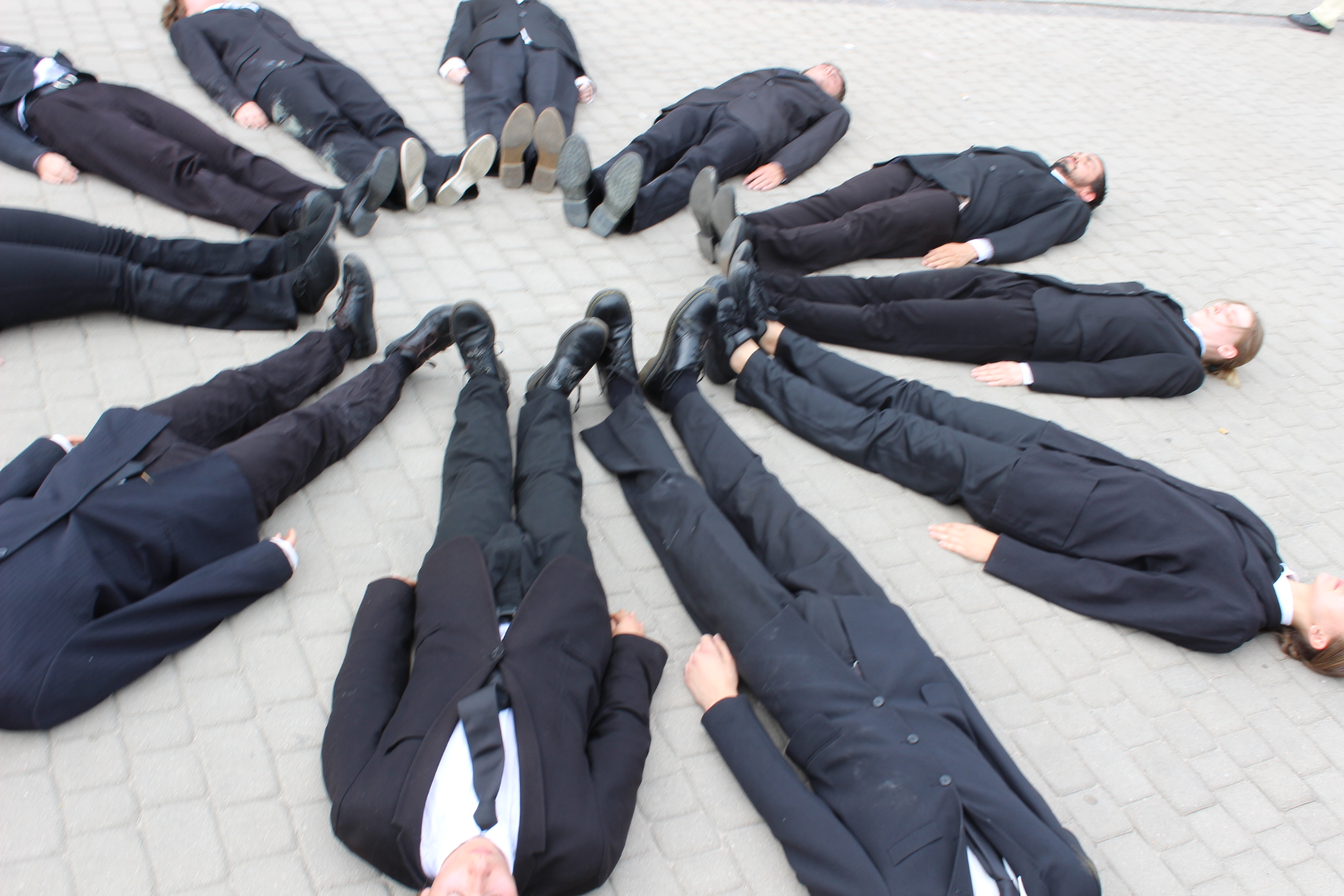
Spektakl uliczny GO!